# 韦吉斯-里吉山缆车

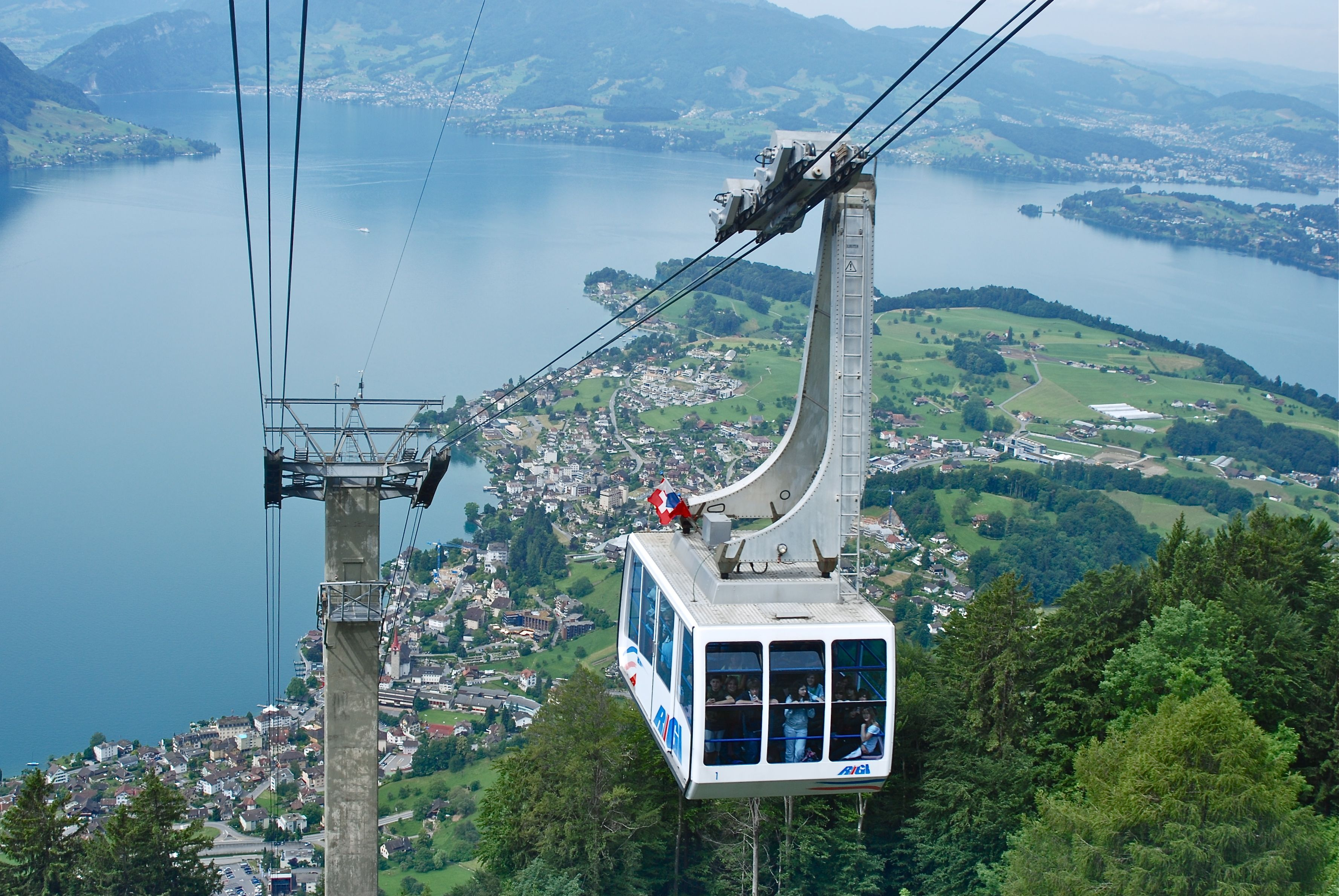

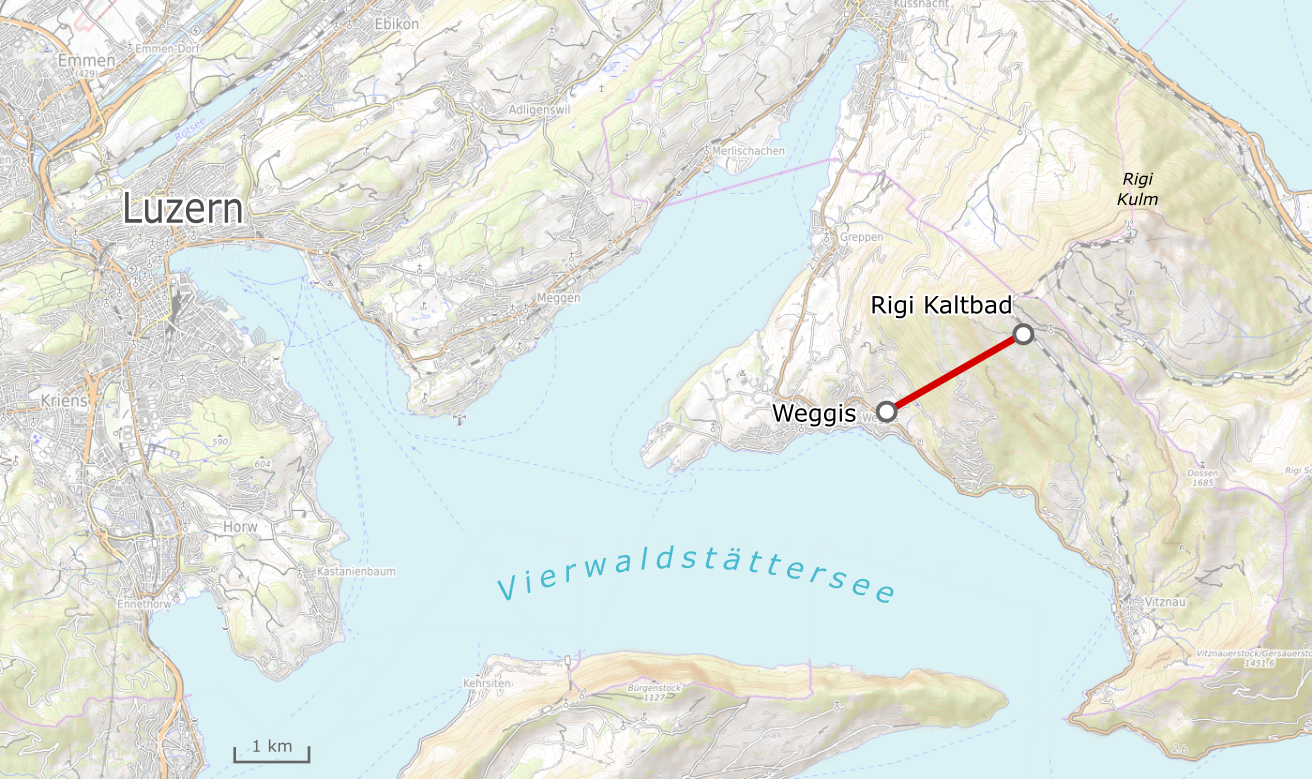

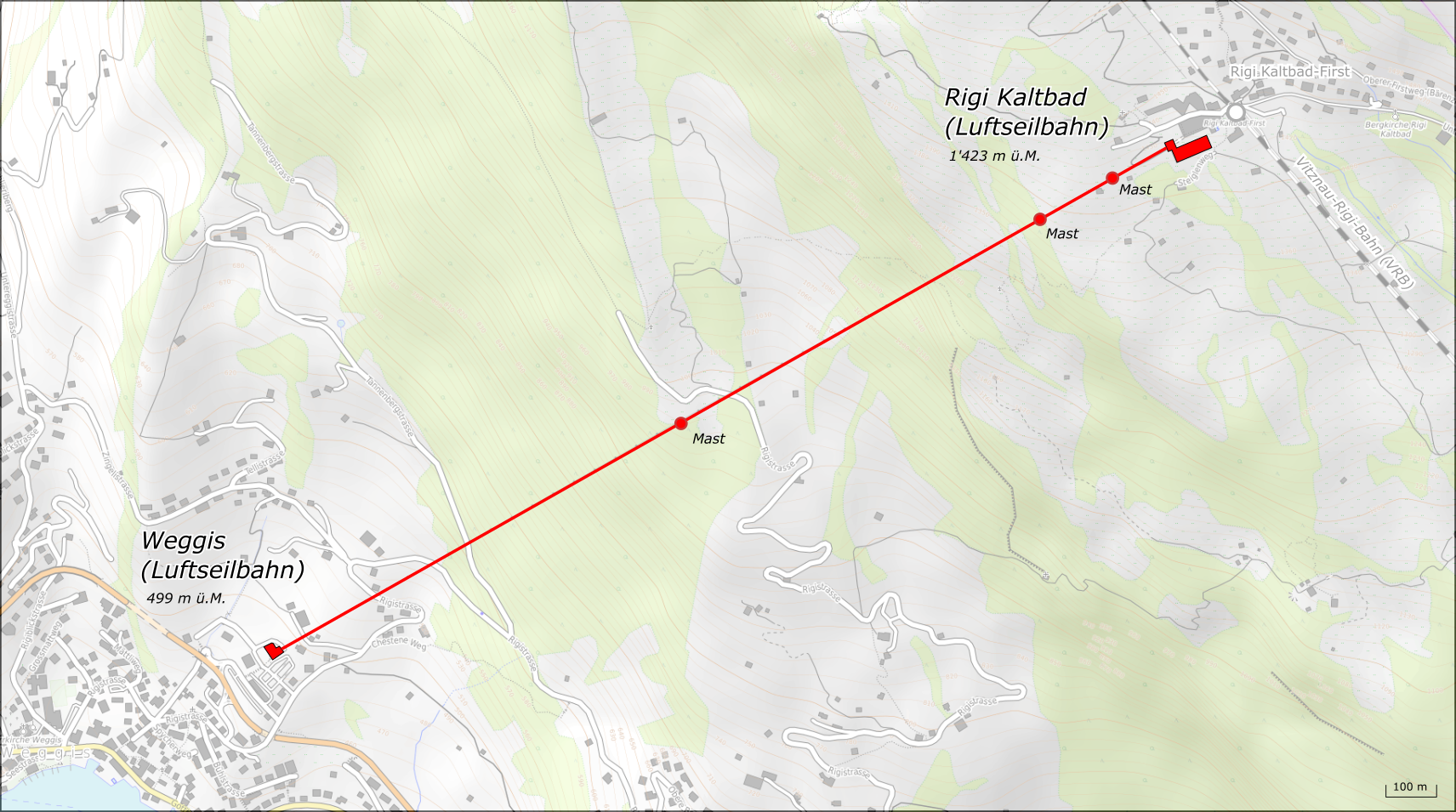

韦吉斯-里吉山缆车（Luftseilbahn Weggis–Rigi Kaltbad，LWRK）是瑞士的一条空中纜車线路，吊车类型，全长2330米，从琉森湖畔的韦吉斯（海拔499米）攀升 924米，到达里吉山上（海拔1423米）。缆车于1968年7月15日开始营业，由里吉山铁路运营。
1993年，缆车启用了76名乘客的新客舱，2个吊车，而旧客舱可以容纳 80 人。
现在缆车的特许权将于2022年秋季到期。到时将改用有21个吊车的缆车，其建设费用估计约为2000万瑞士法郎。每小时能够运送高达800人，与现在的缆车相比，容量可能加倍。 关于项目费用，以及容量太大，可能造成过度旅游，引发了讨论。